# ناتالي بورتمان
ناتالي هيرشلاغ، المعروفة مهنيًا باسم ناتالي بورتمان (بالعبرية: נטע-לי הרשלג‏)(من مواليد 9 يونيو 1981) ، هي ممثلة أمريكية من أصول إسرائيلية، تُعد من أبرز نجمات السينما في جيلها. بدأت مسيرتها الفنية في سن مبكرة، وحققت نجاحًا لافتًا في كل من الإنتاجات التجارية الضخمة والأفلام المستقلة، مما أهلها للفوز بعدد من الجوائز المرموقة، من بينها جائزة الأوسكار، وجائزة بافتا، وجائزتا غولدن غلوب.
وُلدت بورتمان في القدس الغربية، وانتقلت مع أسرتها إلى لونغ آيلاند بولاية نيويورك، حيث نشأت وتلقت تعليمها. دخلت عالم التمثيل في الثانية عشرة من عمرها، من خلال دورها اللافت في فيلم ليون: المحترف (1994)، حيث أدت دور فتاة صغيرة تتحالف مع قاتل مأجور. في عام 1998، وأثناء دراستها الثانوية، ظهرت لأول مرة على مسرح برودواي في مسرحية يوميات فتاة صغيرة. نالت شهرة عالمية بعد تجسيدها شخصية بادمي أميدالا في سلسلة حرب النجوم الجزء الأول: تهديد الشبح (1999).
بين عامي 1999 و2003، التحقت بجامعة هارفارد، حيث حصلت على درجة البكالوريوس في علم النفس. خلال تلك الفترة، قللت من مشاركاتها السينمائية، لكنها واصلت الظهور في الجزأين الثاني والثالث من ثلاثية حرب النجوم (2002 و2005)، كما شاركت في عام 2001 في إحياء مسرحية النورس لأنطون تشيخوف على خشبة مسرح ذا ببليك.
شهد عام 2004 نقطة تحول في مسيرتها، حين رُشحت لجائزة الأوسكار وفازت بجائزة غولدن غلوب عن أدائها في فيلم كلوزر. تواصلت أدوارها البارزة، من بينها: إيفي هاموند في في فور فنديتا (2005)، وآن بولين في فتاة بولين الأخرى (2008)، وراقصة الباليه المضطربة في فيلم البجعة السوداء (2010)، والذي نالت عنه جائزة الأوسكار لأفضل ممثلة.
في السنوات اللاحقة، تنوعت أدوارها بين الدراما والكوميديا والرومانسية، حيث ظهرت في بدون التزامات (2011)، وأدت دور جاكلين كينيدي في جاكي (2016)، الذي منحها ثالث ترشيح للأوسكار. كما انضمت إلى عالم مارفل السينمائي من خلال شخصية جين فوستر في أفلام ثور (2011، 2013، 2022)، مما جعلها من أكثر الممثلات أجرًا عالميًا.
إلى جانب التمثيل، خاضت بورتمان مجال الإخراج، فقدّمت الفيلم القصير إيف (2008)، وأخرجت ولعبت دور البطولة في فيلم قصة عن الحب والظلام (2015)، المقتبس عن سيرة الكاتب عاموس عوز. وفي عام 2021، أسست شركة الإنتاج "ماونتين آي"، التي قدمت من خلالها فيلم ماي ديسمبر (2023) والمسلسل القصير ليدي إن ذا ليك (2024).
تُعرف بورتمان بنشاطها الإنساني في مجالات متعددة، أبرزها حقوق المرأة، البيئة، ورعاية الحيوان، وتدعم منظمات دولية مثل مؤسسة حقوق الإنسان ومعهد جين غودال.

## النشأة
وُلدت ناتالي بورتمان في القدس الغربية. والدها، أفنر هرشلاغ، طبيب إسرائيلي متخصص في التخصيب وعلاج العقم، بينما والدتها، شيلي ستيفنز، أميركية يهودية تعمل ربة منزل. تنحدر والدتها من عائلة يهودية هاجرت من روسيا والنمسا، أما أجدادها من جهة الأب فقد قدموا إلى إسرائيل من رومانيا وبولندا. يُذكر أن جدّيها من جهة الأب قضيا نحبَهما في معسكر أوشفيتز، بينما كانت والدة جدتها تعمل جاسوسة لصالح بريطانيا خلال الحرب العالمية الثانية.
تعرف والدا بورتمان على بعضهما في مركز طلابي يهودي بجامعة ولاية أوهايو، حيث كانت والدتها تعمل في بيع التذاكر. وبعد عودة والدها إلى إسرائيل، استمرت العلاقة بينهما، إلى أن تزوجا بعد عدة سنوات خلال زيارة والدتها له هناك. وفي عام 1984، عندما كانت بورتمان في الثالثة من عمرها، انتقلت الأسرة إلى الولايات المتحدة ليستكمل والدها دراسته الطبية.
تحمل بورتمان الجنسيتين الأميركية والإسرائيلية، وقد صرّحت بأنها تحب الولايات المتحدة، لكنها تعتبر القدس موطن قلبها، قائلة: "هناك أشعر أنني في بيتي."
عاشت بورتمان في عدة ولايات أميركية، إذ أقامت في كونيكتيكت عام 1988، ثم انتقلت مع أسرتها إلى لونغ آيلاند، نيويورك عام 1990. بدأت دراستها الجامعية في جامعة هارفارد عام 1999، وتخرجت عام 2003 حاصلةً على درجة البكالوريوس في علم النفس.
كانت ناتالي بورتمان تواظب على حضور مخيمات الفنون المسرحية خلال العطل المدرسية، وفي سن العاشرة شاركت في تجربة أداء لمسرحية موسيقية خارج برودواي بعنوان "همجي" عام 1992. تدور أحداث المسرحية حول فتاة مستعدة لارتكاب جريمة قتل من أجل الحصول على دور البطولة في مسرحية مدرسية. تم اختيار بورتمان، إلى جانب بريتني سبيرز، لأداء دور البديلة الجاهزة، وهو الدور الذي يُسند إلى ممثل يتدرّب على أداء شخصية ما ليحل محل الممثل الرئيسي في حال تغيّبه. تقول ناتالي: « لقد كنتُ أواصل ُ الضحك على خشبة المسرح لأني كنتُ أحظى بالكثير من المرح مع تلك الفتاة فهي تقوم بتقليب عينيها باتجاهي وأنا كنت أضحك وكان الآخرين يقولون لي ناتالي أنتي ليس من المُفترض عليكِ الضحك على المسرح».

## الأعمال

### أفلام
| السنة | العنوان                                  | الدور                 | ملاحظات |
| ----- | ---------------------------------------- | --------------------- | --- |
| 1994  | ليون: المحترف                            | ماتيلدا               | |
| 1995  | Developing                               | نينا                  | فيلم قصير |
| 1995  | حرارة                                    | لورين غوستافسون       | |
| 1996  | هجوم المريخ!                             | تافي دايل             | |
| 1996  | Beautiful Girls                          | مارتي                 | |
| 1996  | Everyone Says I Love You                 | لورا داندريدغ         | |
| 1999  | حرب النجوم الجزء الأول: تهديد الشبح      | بادميه                | |
| 1999  | Anywhere but Here                        | آن أوغست              | ترشحت - جائزة الغولدن غلوب لأفضل ممثلة ثانوية في فيلم دراما                                                                                          |
| 2000  | Where the Heart Is                       | نوفلي نيشن            | |
| 2001  | زولاندر                                  | نفسها                 | |
| 2002  | حرب النجوم الجزء الثاني: هجوم المستنسخين | بادميه                | |
| 2003  | الجبل البارد                             | سارة                  | |
| 2004  | Garden State                             | سماثنا                | |
| 2004  | أقرب                                     | أليس ايريس            | جائزة الغولدن غلوب لأفضل ممثلة ثانوية في فيلم دراما ترشحت - جائزة الأوسكار لأفضل ممثلة مساعدة ترشحت - جائزة الأكاديمية البريطانية لأفضل ممثلة مساعدة |
| 2005  | حرب النجوم الجزء الثالث: انتقام السيث    | بادميه                | |
| 2005  | Free Zone                                | ربيكا                 | |
| 2005  | ثاء رمزا للثأر                           | إيفي هاموند           | |
| 2006  | باريس، أحبك                              | فرانسين               | |
| 2006  | Goya's Ghosts                            | إينيس                 | |
| 2007  | My Blueberry Nights                      | ليزلي                 | |
| 2007  | The Darjeeling Limited                   | صديقة جاك السابقة     | |
| 2007  | Hotel Chevalier                          | صديقة جاك السابقة     | فيلم قصير |
| 2007  | Mr. Magorium's Wonder Emporium           | مولي ماهوني           | |
| 2008  | فتاة بولين الأخرى                        | آن بولين              | |
| 2009  | The Other Woman                          | إميليا جرينليف        | أيضاً منتجة منفذة |
| 2009  | نيويورك، أنا أحبك                        | ريفكا                 | |
| 2009  | إخوة                                     | جريس كاهيل            | |
| 2010  | Hesher                                   | نيكول                 | أيضاً منتجة |
| 2010  | البجعة السوداء                           | نينا سايرز            | جائزة الأوسكار لأفضل ممثلة جائزة الأكاديمية البريطانية لأفضل ممثلة جائزة الروح المستلقة لأفضل ممثلة                                                  |
| 2011  | دون شروط                                 | إيما كورتزمان         | أيضاً منتجة منفذة |
| 2011  | Your Highness                            | إيزابيل               | |
| 2011  | ثور                                      | جين فوستر             | |
| 2013  | ثور: العالم المظلم                       | جين فوستر             | |
| 2014  | Jane Got a Gun                           | جين هاموند            | |
| 2015  | فارس الكؤوس                              | اليزابيث              | |
| 2016  | جاكي                                     | جاكلين كينيدي         | |
| 2018  | إبادة                                    | لينا عالمة الأحياء    | |
| 2019  | المنتقمون: نهاية اللعبة                  | جين فوستر             | لقطات أرشيفية |
| 2022  | ثور: الحب والرعد                         | جين فوستر / مايتي ثور | |

### التلفزيون
| عنوان                 | سنة        | دور         | ملاحظات                                       |
| --------------------- | ---------- | ----------- | --------------------------------------------- |
| Sesame Street         | 2003/2004  | نفسها       | الموسم 34 (حلقة واحدة) الموسم 35 (حلقة واحدة) |
| Saturday Night Live   | 2006       | مضيفة       | الموسم 31، الحلقة 13                          |
| The Armenian Genocide | 2006       | الراوية     | فيلم وثائقي                                   |
| The Simpsons          | 2007, 2012 | دارسي (صوت) | "الموسم 18، الحلقة 12"، "الموسم 24، الحلقة 1" |

### المسرح
| عنوان                   | سنة  |
| ----------------------- | ---- |
| Ruthless                | 1994 |
| The Diary of Anne Frank | 1999 |
| The Seagull             | 2001 |

## وصلات خارجية
- ناتالي بورتمان على موقع IMDb (الإنجليزية)
- ناتالي بورتمان على موقع ميتاكريتيك (الإنجليزية)
- ناتالي بورتمان على موقع الموسوعة البريطانية (الإنجليزية)
- ناتالي بورتمان على موقع روتن توميتوز (الإنجليزية)
- ناتالي بورتمان على موقع مونزينجر (الألمانية)
- ناتالي بورتمان على موقع قاعدة بيانات الأفلام العربية
- ناتالي بورتمان على موقع ألو سيني (الفرنسية)
- ناتالي بورتمان على موقع ميوزك برينز (الإنجليزية)
- ناتالي بورتمان على موقع تيرنر كلاسيك موفيز (الإنجليزية)
- ناتالي بورتمان على موقع أول موفي (الإنجليزية)